# مونيكا بيلو
مونيكا بيلو (16 سبتمبر 1978 بملبورن في أستراليا - ) هي لاعبة كرة سلة إيطالية في مركز الهجوم خلفي.

## وصلات خارجية
- مونيكا بيلو على موقع كرة السلة الأوروبية.كوم (الإنجليزية)